# Myelaphus
Myelaphus is een vliegengeslacht uit de familie van de roofvliegen (Asilidae).

## Soorten
- M. dispar (Loew, 1873)
- M. jozanus Matsumura, 1916
- M. lobicornis (Osten-Sacken, 1877)
- M. melas Bigot, 1882
- M. ussuriensis Lehr, 1999